# ネシア
ネシア（-nesia）は、しばしば諸島の名を作るのに使われる接尾辞である。
古典ギリシア語で「諸島」を意味する νησιά / nesia （ネーシア、ネシア）に由来する。この言葉は「島」を意味する νήσι / nesi の複数形である。このため、「ネシア」は原則としてギリシャ語の単語の後につく。
なお、 νησιά は現代ギリシャ語ではニシアという発音になる。

## ネシアがつく主な地名

### 古典ギリシア語
- ヘスペロネシア (Hesperonesia) = ヘスペロス（女神の名「黄昏、西方」）+ 諸島
- ポリネシア (Polynesia) = 多い + 諸島
- マカロネシア (Macaronesia) = 祝福された + 諸島
- ミクロネシア (Micronesia) = 小さい + 諸島
- メラネシア (Melanesia) = 黒い + 諸島

語形がネシアではないが、ペロポンネソス (Peloponnesos) も「ペロプス（英雄の名）+ 島（単数）」で同じ語源である。ただし、ネシアで終わる地名だがマグネシア (Magnesia) は偶然の一致である。

### 複数言語の結合
- アウストロネシア (Austronesia) = 南 + 諸島
- インドネシア (Indonesia) = インド + 諸島
- ヤポネシア (Japonesia) = 日本 + 諸島
- オキネシア (Okinesia)[要出典] = 沖縄 + 諸島